# Station Ashford (Surrey)
Ashford is een station van National Rail in Ashford (Surrey), Ashford in Spelthorne in Engeland. Het station is eigendom van Network Rail en wordt beheerd door South Western Railway. 